# 팔라우의 국기

팔라우의 국기 비율 3:5

팔라우의 국기는 유엔의 신탁 통치령인 태평양 제도 신탁통치령 시절이었던 1981년 1월 1일에 제정되었다.
하늘색 바탕 가운데에 깃대 쪽으로 금색 동그라미가 그려져 있다. 하늘색은 태평양을, 금색 동그라미는 보름달, 사랑과 평화, 평온을 의미한다. 방글라데시의 국기, 일본의 국기와는 색 배치만 다를 뿐 매우 유사한 편이다.

## 색상
| 색상 | 하늘                | 노랑                |
| ---- | ------------------- | ------------------- |
| RGB  | 0–153–255 (#0099FF) | 255–255–0 (#FFFF00) |